# День прикордонника України
День прикордонника України — професійне свято прикордонників України. Відзначається щорічно 30 квітня починаючи з 2018 року.

## Історія
1992 року свято встановлено в Україні Указом Президента України «Про свято День прикордонника» від 25 травня 1992 року № 308 4 листопада — у день прийняття Верховною Радою України у 1991 році Закону «Про Прикордонні війська України».
Разом з тим, самі прикордонники розділилися у сприйнятті свого професійного свята — ті що служили в радянських прикордонних військах продовжували святкувати його 28 травня, а офіційні заходи проводилися 4 листопада. Починаючи з 2001 року, коли прикордонне відомство очолив генерал-лейтенант Литвин М. М., який ніколи не служив до цього в прикордонних військах, розпочалася активна компанія повернення до прикордонних традицій СРСР.
Указом Президента України від 21 травня 2003 року № 431 «Про внесення зміни до Указу Президента України від 25 травня 1992 року № 308» свято встановлено 28 травня.
Від квітня 2018 року дату встановлено на 30 квітня. День присвячений подіям кінця квітня 1918 року, коли донецька група Армії УНР під командуванням полковника Володимира Сікевича, звільнивши велику частину Донбасу, вийшла на міжнародно визнаний кордон Української Народної Республіки з Російською Радянською Федеративною Соціалістичною Республікою і Всевеликим Військом Донським.

## Галерея

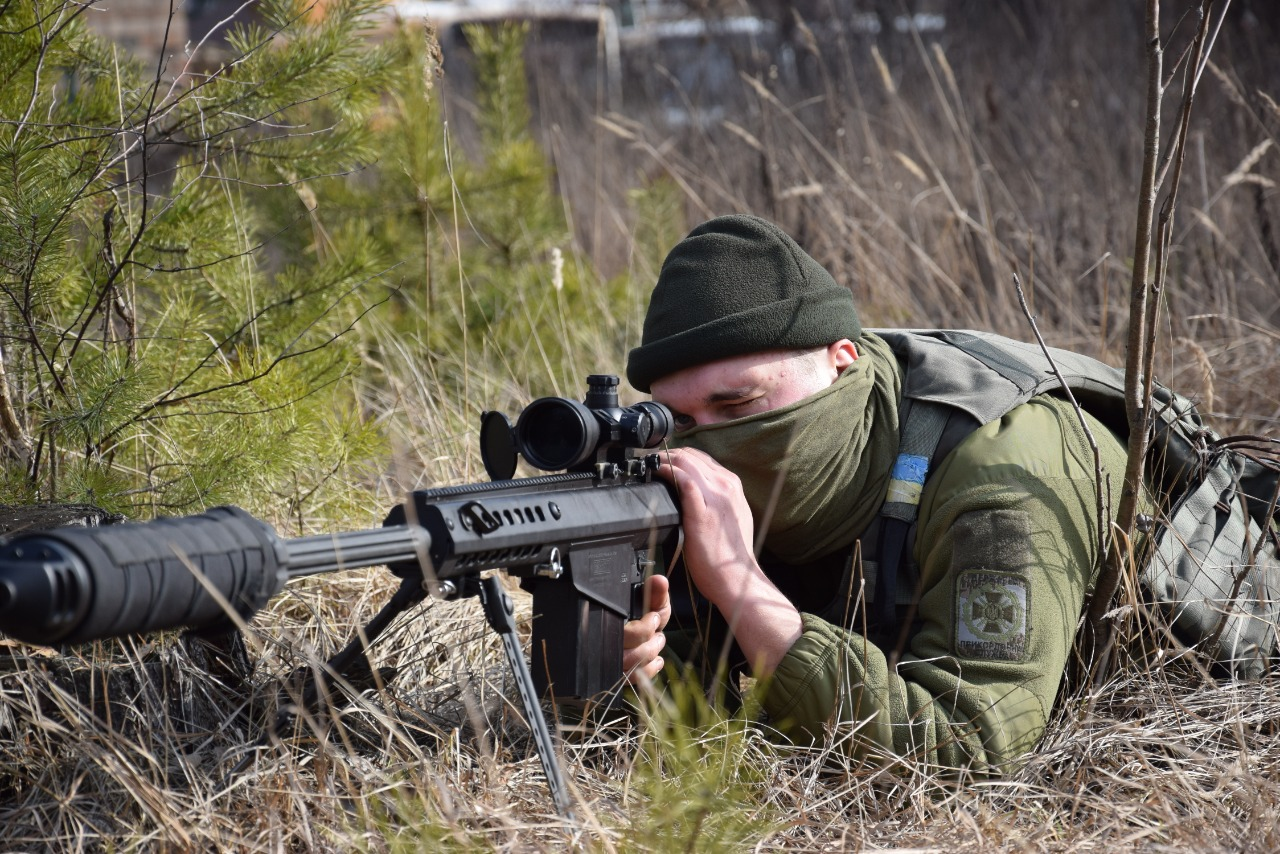
Надійний захист України
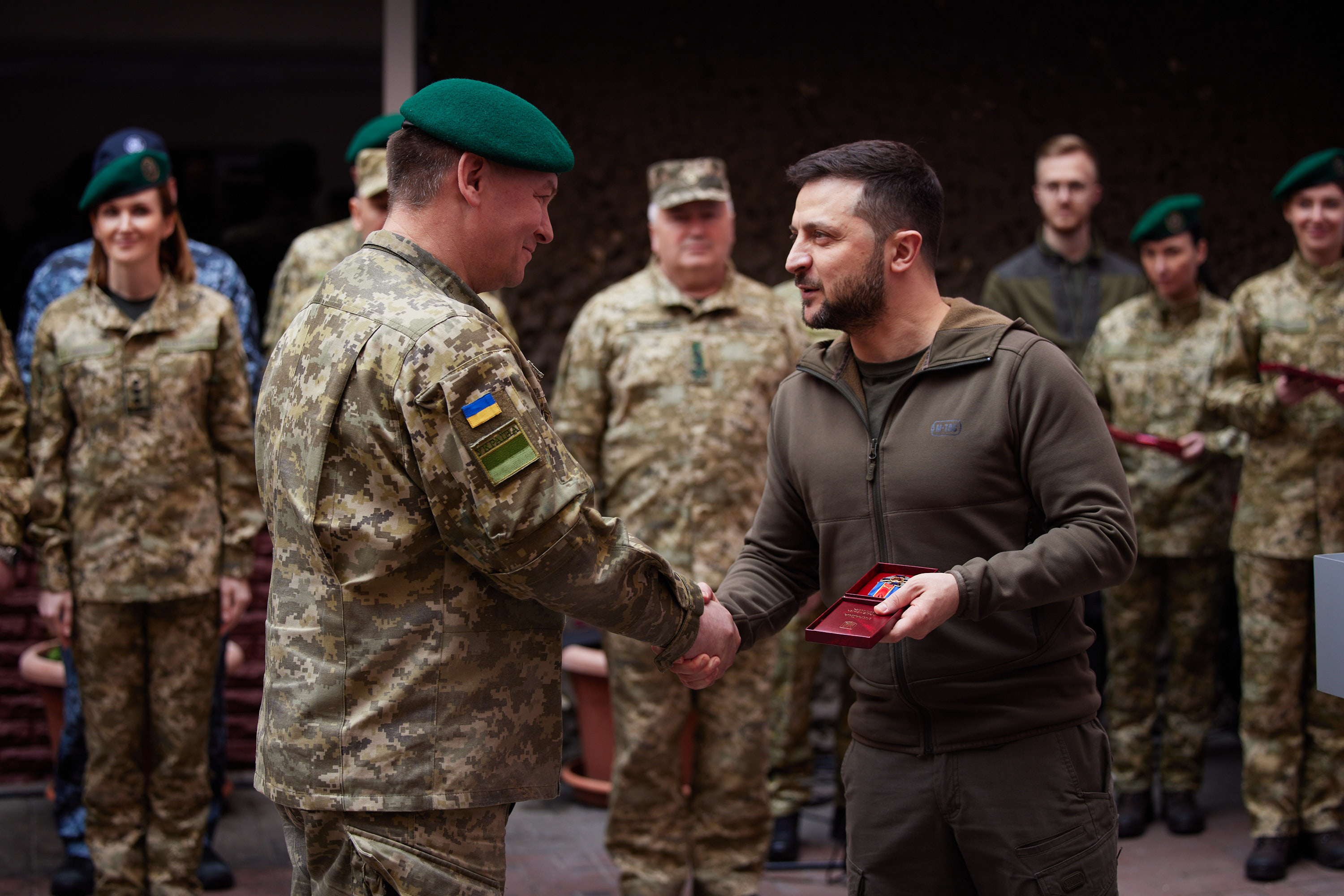
Нагороди у день професійного свята
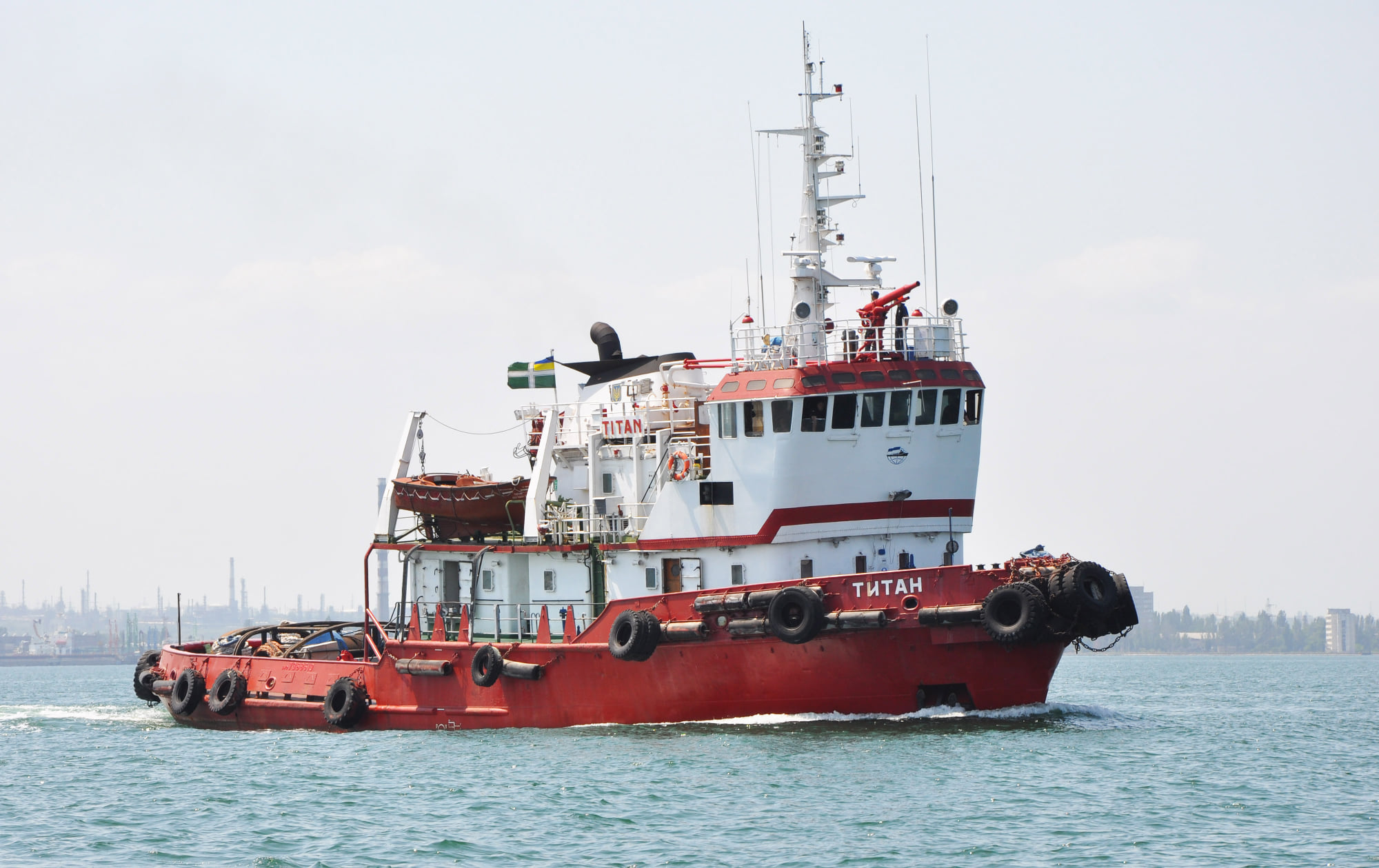
На сторожі морських кордонів держави
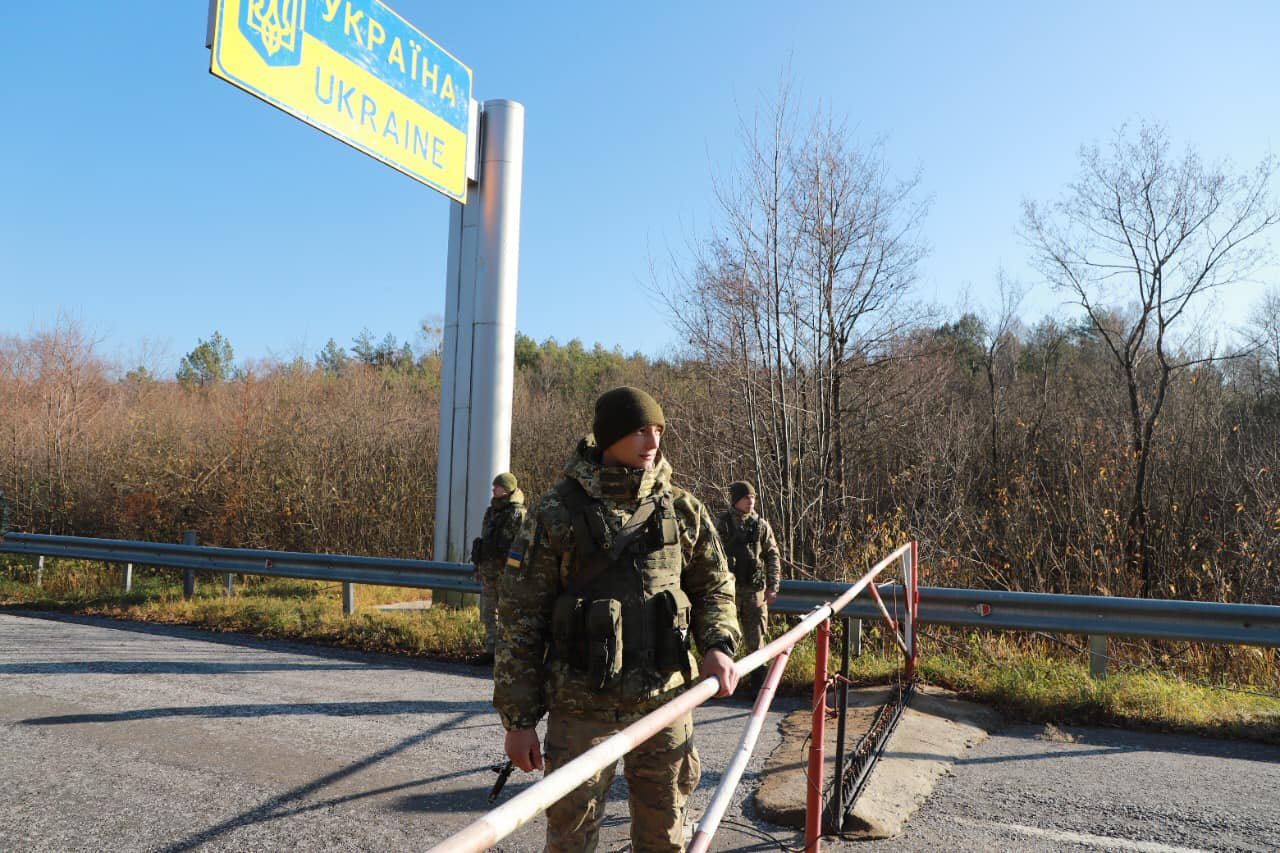
На кордоні з Білоруссю
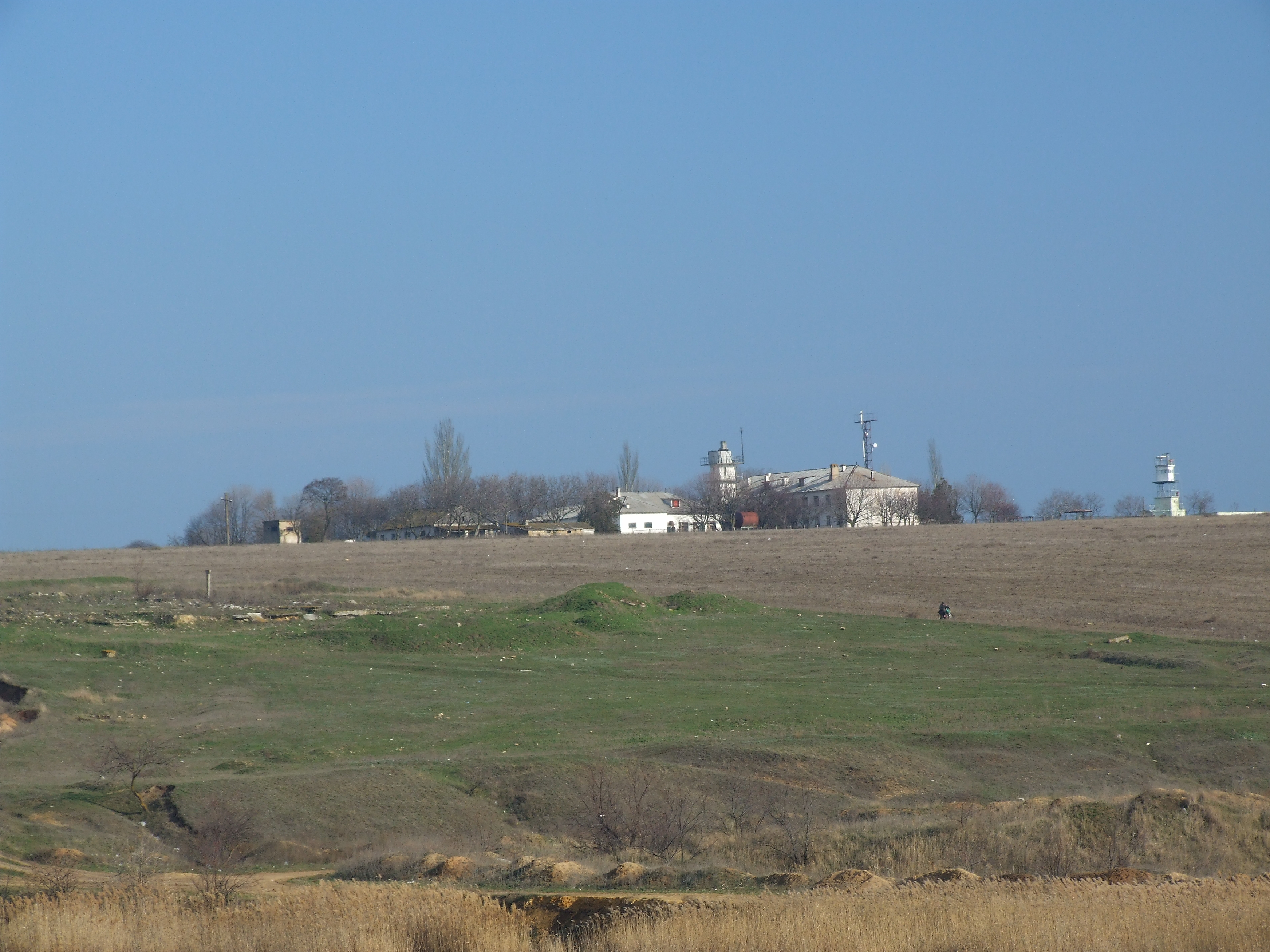
Прикордонна застава на Чорному морі

## Привітання
- День прикордонника України 2023: найкращі вітання для героїв// УНІАН, автор — Каріна Пікуліна, Процитовано 29 квітня 2023 року
- Привітання з Днем прикордонника 2023 року: картинки, листівки, проза, вірші// ТСН, автор — Тетяна Мележик, Процитовано 29 квітня 2023 року

| Шановні Прикордонники! Щиросердечно вітаю вас з вашим професійним святом. Бажаю всім, хто має відношення до прикордонників, хто свого часу проходив строкову службу чи служив за контрактом міцного здоров'я, мирного неба над головою і нових досягнень в ім'я процвітання нашої Вітчизни. |